# Ernst Rudolph von Trautvetter
Ernst Rudolph Trautvetter, desde 1825 von Trautvetter (20 de febrero de 1809 en Mitau, Letonia-24 de enero de 1889 en San Petersburgo, Rusia) fue un botánico y pteridólogo ruso.

## Biografía
Era hijo de Friedrich Wilhelm Trautvetter, consejero en la corte del Reino de Sajonia y agente en San Petersburgo, el 23 de mayo de 1825 fue trasladado al puesto de Adel dependiente de la sajona Dresde.
Ernst Trautvetter fue especialista de la flora del Cáucaso y del Asia Central. Se ocupó del estudio de las plantas recolectadas por Alexander Theodor von Middendorff (1815-1894) después de su viaje a Siberia en 1843-1844.

## Obra
- Grundriß einer Geschichte der Botanik in Bezug auf Rußland, 1837

- Über den Krzemieniecer Botanischen Garten, 1844

- Plantarum imagines et descriptiones floram rossicam illustrantes, 1844-1847

- Reise in den äußersten Norden und Osten Sibiriens während der Jahres 1843 und 1844, la segunda parte del tomo I, junto con von Meyer, 1847

- Die pflanzengeographischen Verhältnisse des Europäischen Russlands, 1850

- Ueber Die Geographische Der Herniaria-Arten in Russland, 1865

- Plantas Caspio-Caucasicas, a Dre. G. Radde et A. Becker anno 1876, 1877

- Plantas Sibiriae borealis ab A. Czekanowski et F. Mueller, annis 1874 et 1875 lectas, 1877

- Flora riparia Kolymensis, 1878.[1]

## Honores

### Epónimos
Género de plantas
- Trautvetteria Fisch. & C.A.Mey.[2]

Especies
- (Aceraceae) Acer trautvetteri Medw. ex Trautv.[3]

- (Asteraceae) Senecio trautvetteri Maximova[4]

- (Brassicaceae) Lepidium trautvetteri (Botsch.) Al-Shehbaz[5]

- (Brassicaceae) Sisymbrium trautvetteri Lipsky[6]

- (Brassicaceae) Stroganowia trautvetteri Botsch.[7]

- (Campanulaceae) Asyneuma trautvetteri Bornm.[8]

- (Campanulaceae) Campanula trautvetteri Grossh. ex Fed.[9]

- (Campanulaceae) Phyteuma trautvetteri B.Fedtsch.[10]

- (Caryophyllaceae) Dianthus trautvetteri Woronow[11]

- (Lamiaceae) Glechoma trautvetteri Kuntze[12]

- (Lamiaceae) Nepeta trautvetteri Boiss. & Buhse[13]

- (Lamiaceae) Salvia trautvetteri Sosn.[14]

- (Lamiaceae) Thymus trautvetteri Klokov & Des.-Shost.[15]

- (Leguminosae) Oxytropis trautvetteri Meinsh.[16]

- (Plumbaginaceae) Acantholimon trautvetteri Kusn.[17]

- (Poaceae) Arctopoa trautvetteri (Tzvelev) Probatova[18]

- (Saxifragaceae) Saxifraga trautvetteri Manden.[19]

- La abreviatura «Trautv.» se emplea para indicar a Ernst Rudolph von Trautvetter como autoridad en la descripción y clasificación científica de los vegetales.[20]

Identificó y nombró a 839 nuevas especies y variedades de plantas de muy diversas familias (IPNI).